# Enrique Alférez
Enrique Alférez fue un artista mexicano residente en Luisiana, reconocido por sus esculturas en estilo art déco.

## Biografía
José Enrique Alférez nació el 4 de mayo de 1901 en la localidad de Miguel Auza, Zacatecas. En aquel tiempo la localidad todavía se llamaba San Miguel de Mezquital.
Hijo de Longinos Alférez un escultor, siendo joven perteneció durante un tiempo al ejército de Pancho Villa durante la Revolución Mexicana, antes de viajar a los Estados Unidos. · Estudió con Lorado Taft (1860-1936) en el Instituto de Arte de Chicago, Illinois en la década de 1920, de esta época son los relieves del edificio Palmolive.· Desde 1929 vivió en Nueva Orleans, Luisiana. Sus esculturas y relieves adornan algunos parques, edificios y lugares emblemáticos en Nueva Orleans y el sur de Luisiana. Dentro del programa Works Progress Administration, creó algunas esculturas para el City Park de Nueva Orleans.
Alférez pintó un retrato oficial de Huey Pierce Long (que, según Alférez desveló décadas más tarde, detestaba).[cita requerida]
Su fuente en el Aeropuerto Lakefront de New Orleans (en inglés, New Orleans Lakefront Airport) es uno de sus monumentos más conocidos de la localidad. Realizó relieves para algunos edificios, entre ellos se incluye el Charity Hospital de Nueva Orleans.
Alférez permaneció en activo hasta sus últimos años, tanto en su trabajo artístico como en su labor como profesor de arte. En 1993, apareció en un documental del programa de la PBS American Experience titulado "The Hunt for Pancho Villa".[cita requerida]
Falleció en Nueva Orleans el 13 de septiembre de 1999.

## Galería

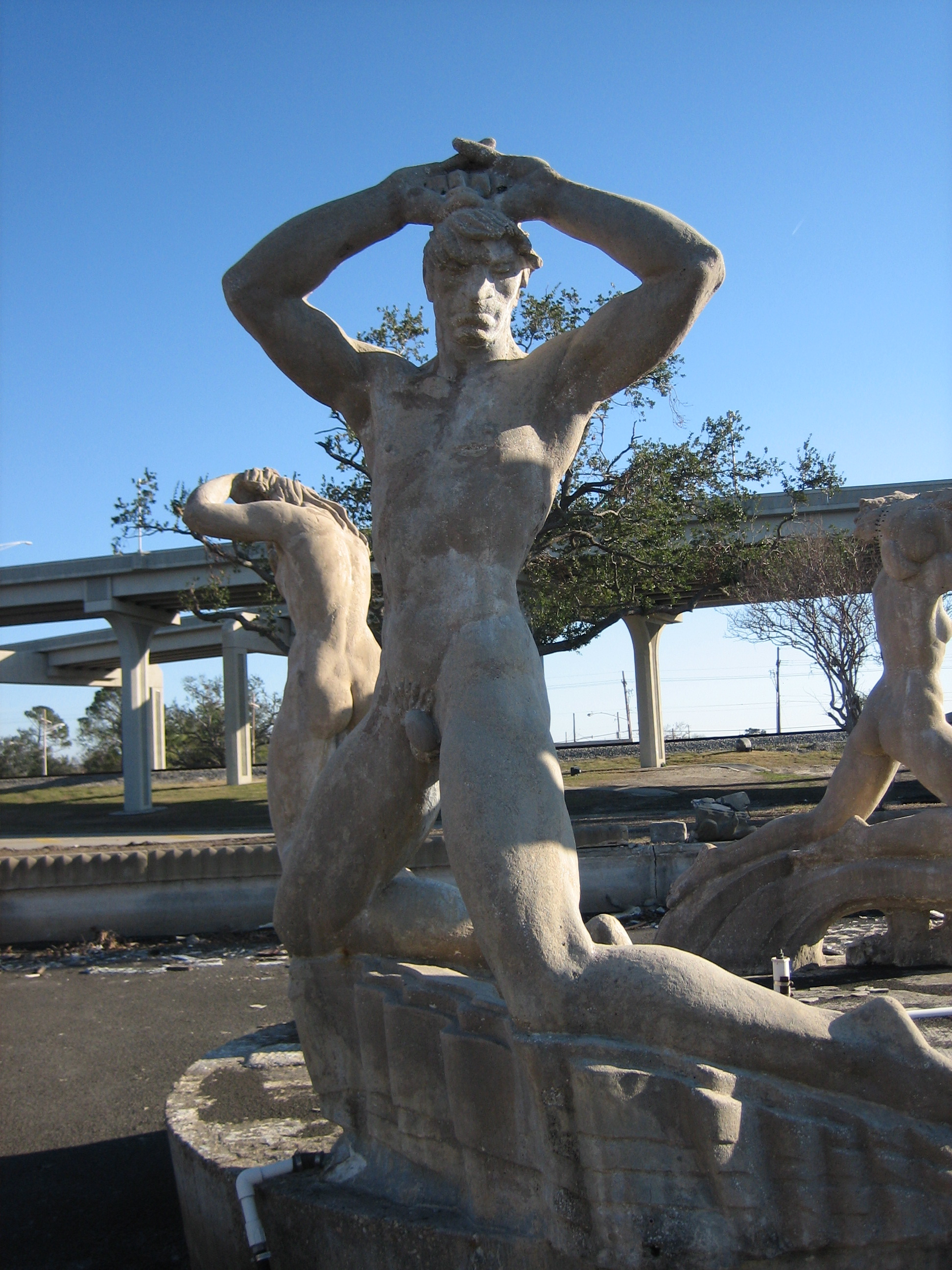
Fuente de los cuatro vientos
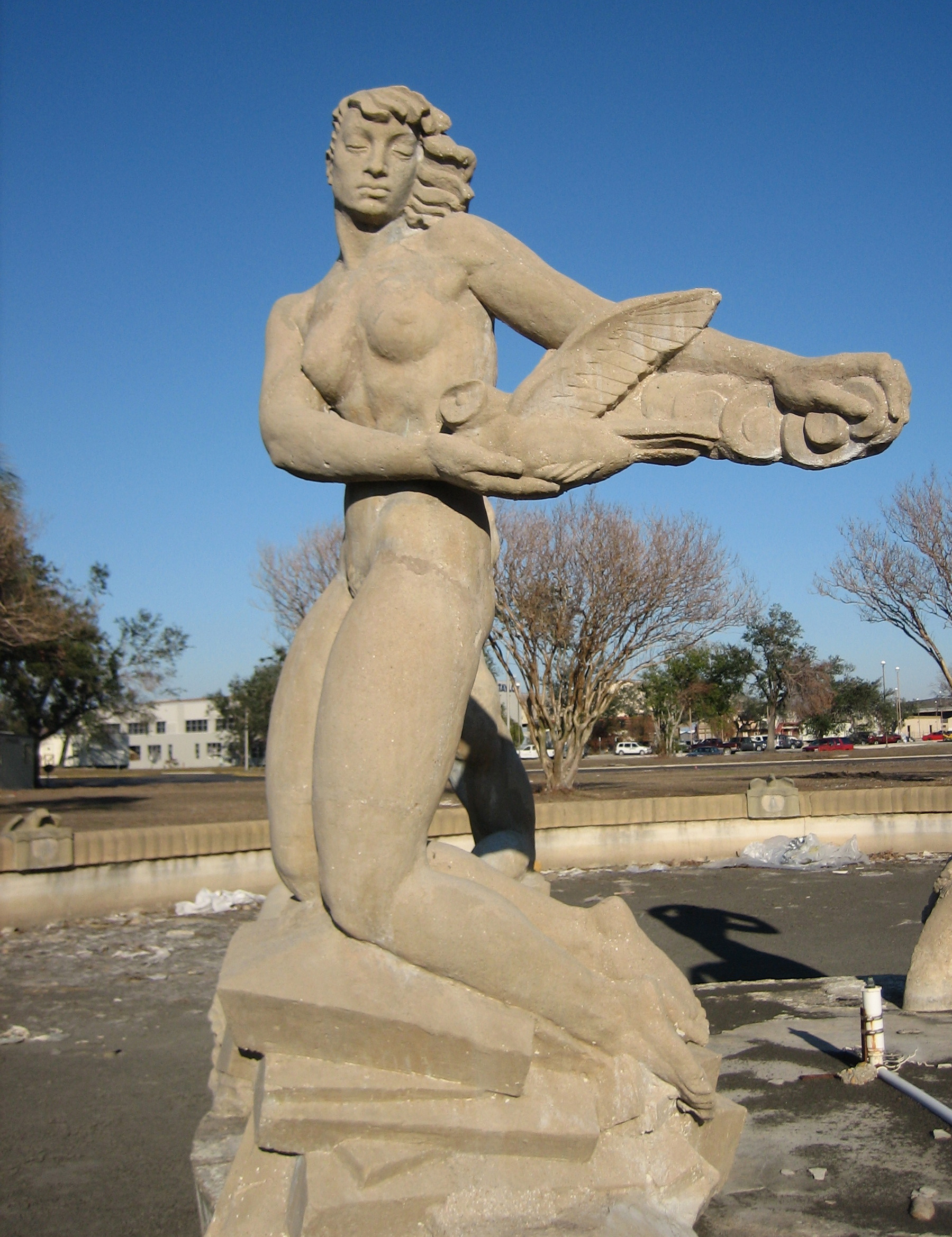
Del aeropuerto Lakefront, Nueva Orleans
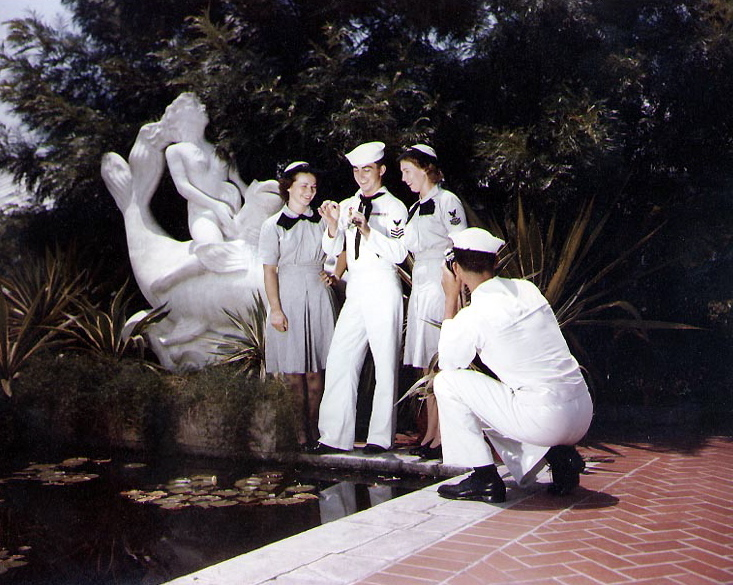
Escultura del Parque de la Ciudad de Nueva Orleans, del programa Works Progress Administration.
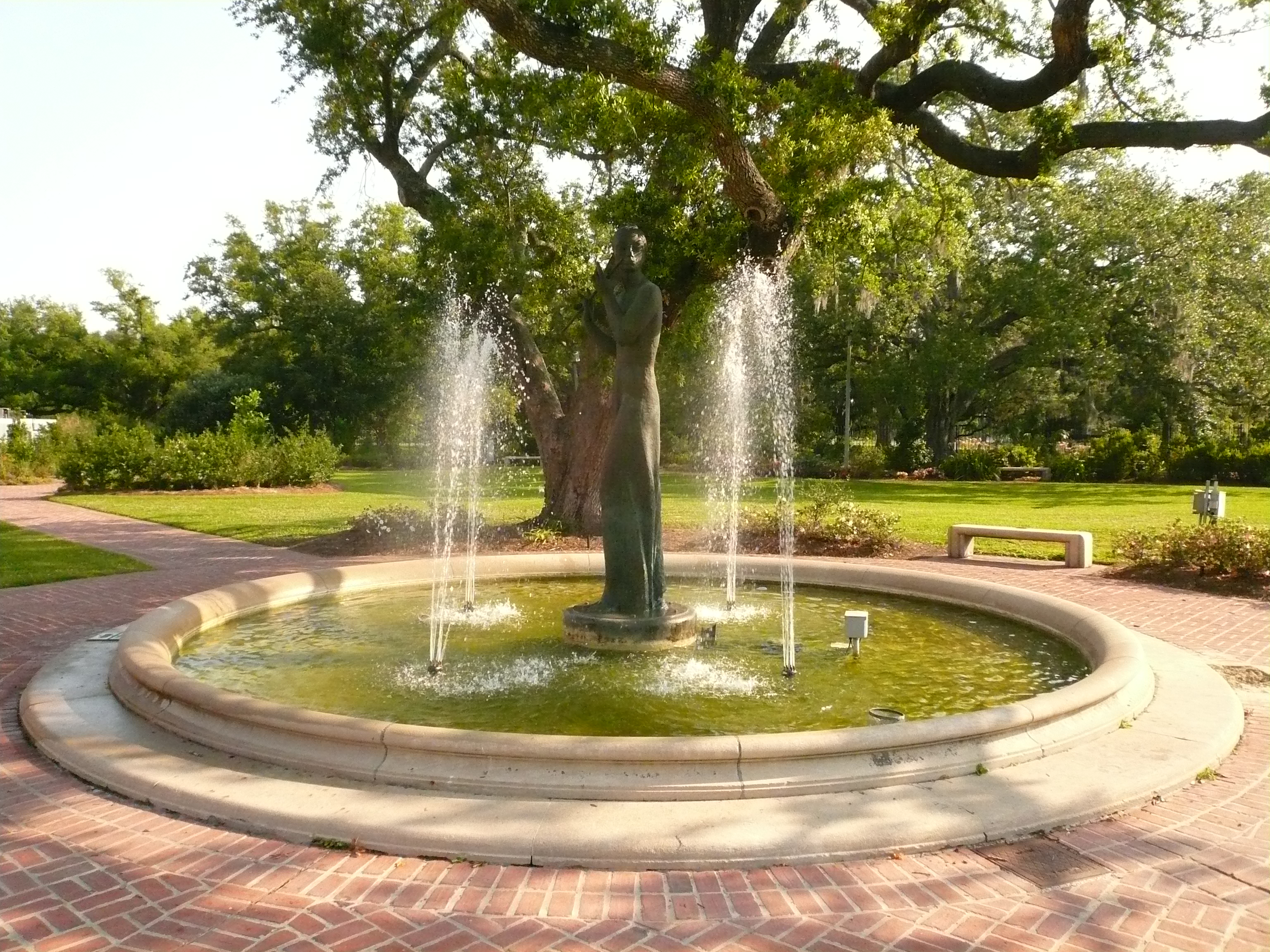
Flautista, en el jardín botánico de Nueva Orleans.